# Natureg
Natureg (auch NATUREG) ist die Abkürzung für NATUrschutzREGister Hessen, ein  Datenbank- und GIS-gestütztes Naturschutz-Informationssystem des Landes Hessen.
Mit dem System werden die naturschutzrelevanten Daten des Bundeslandes behördenintern verwaltet. Für die Öffentlichkeit steht der sogenannte Natureg-Viewer als Leseschnittstelle zur Verfügung, laut behördlicher Darstellung „ein wichtiges Instrument zur Umweltbildung. Er bündelt sämtliche Naturschutzdaten zentral an einer Stelle und vermittelt anschaulich, welche seltenen Tier- und Pflanzenarten sich in der eigenen Nachbarschaft befinden.“
Grundlage bietet seit 2010 das Hessische Ausführungsgesetz zum Bundesnaturschutzgesetz (HAGBNatSchG):

„(1) Die Naturschutzbehörden führen für ihren Zuständigkeitsbereich Register, in die alle Natura-2000-Gebiete, Naturschutz- und Landschaftsschutzgebiete, Naturdenkmäler, geschützten Landschaftsbestandteile sowie alle Grundstücke, auf denen rechtliche Beschränkungen zugunsten des Naturschutzes lasten, einzutragen sind.
(2) Für das Land wird ein Naturschutzinformationssystem (NATUREG) eingerichtet. Die Behörden des Landes, die unteren Naturschutzbehörden und die sonstigen öffentlichen Planungsträger übermitteln die im Rahmen ihrer Zuständigkeiten oder Aufgaben erhobenen Naturschutzfachdaten an NATUREG. [...] In NATUREG werden die übermittelten Daten aufbereitet, auf geeignete Weise zusammengefasst und für jedermann zugänglich gemacht, soweit nicht Schutzerfordernisse der zu schützenden Tiere oder Pflanzen dem entgegenstehen.“

Mit dem Viewer lassen sich beispielsweise Lage und Größe von Naturschutzgebieten, Naturdenkmälern (in Teilregionen), Landschaftsschutzgebieten und andere Schutzgebiete in Hessen anzeigen.